# 二フッ化キセノン
二フッ化キセノン（にフッかキセノン、Xenon difluoride、XeF2）は、キセノン化合物でもっとも安定なものの1つであり、強力なフッ化剤である。大部分の共有結合性無機フッ化物のように水分に敏感である。高密度の白色結晶で、光や水に接すると分解する。不快臭を持つが、蒸気圧は低い (Weeks, 1966)。分子構造は直線形である。 550 cm-1 と 556 cm-1 に特徴的な赤外線吸収のダブレットを示す。市販品が入手可能。

## 合成
二フッ化キセノンは加圧条件下300℃でキセノンと二フッ化酸素をニッケルチューブ中で化合させることで初めて作られた。現在、二フッ化キセノンはキセノンとフッ素から作ることが可能である。
合成は単純な反応式 Xe + F2 → XeF2 で進行し、反応を進めるには熱、放射線または電気放電を必要とする。生成するのは気体であるが、-30℃で液化させることができる。それは分留、またはバキュームラインによる選択的液化によって精製される。
XeF2 の合成法はアルゴンヌ国立研究所の Weeks、Cherwick、Matheson によって1962年に報告された。彼らはサファイア窓とオールニッケルシステムを使った。低圧条件下、紫外線を照射することにより Xe と F2 ガスを等量反応させると XeF2 が得られる。1968年にWilliamson は、大気圧条件下かつパイレックス製のガラスフラスコ内で単なる太陽光に当てただけでも合成できると報告した。曇りの日でも合成できる:150。
先の合成では、反応に使う F2 は HF を除く為に精製されたが、Šmalc と Lutar はこのステップを飛ばすと反応速度がもとの4倍になることを発見した。

## 錯体化学
AsF6 が付随するとき、XeF2 は配位錯体の配位子となることができる。その例の一つにフッ化水素溶液中での反応がある。
{\displaystyle {\ce {Mg(AsF6)2\ + 4 XeF2 ->\ [Mg(XeF2)4](AsF6)2}}}
結晶解析から、マグネシウムには6個のフッ素原子が配位していることが示された。フッ素の4つは4つの XeF2 配位子、他の2つのフッ素は cis AsF6 配位子に由来すると考えられる。単純な反応は、
{\displaystyle {\ce {Mg(AsF6)2\ + 2 XeF2 ->\ [Mg(XeF2)2](AsF6)2}}}
この生成物の結晶構造では、マグネシウムは八面体配位、XeF2 配位子はアキシアル、AsF6 配位子はエカトリアルに位置する。
多くの {\displaystyle {\ce {[M^+(XeF2)n](AF6)x}}} 形成の反応から M が Ca, Sr, Ba, Pb, Ag, La, Nd、そして、A が As, Sb, P のものが観測された。
XeF2 のフッ素が金属に単独配位した化合物の反応は、
{\displaystyle {\ce {2Ca(AsF6)2\ + 9XeF2 -> Ca2(XeF2)9(AsF6)4}}}
この反応は大過剰の XeF2 を必要とする。その塩は、Ca イオンの1/2が XeF2 由来のフッ素原子に配位しており、一方別の Ca イオンの配位圏は XeF2 と AsF6 の両方の配位子が支えている構造をしている。

## フッ素化反応

### 酸化的フッ素化
無機の酸化的フッ素化の例
{\displaystyle {\ce {Ph3TeF\ + XeF2 -> Ph3TeF3\ + Xe}}}

### 還元的フッ素化
還元的フッ素化の例
{\displaystyle {\ce {2CrO2F2\ + XeF2 -> 2CrOF3\ + Xe\ +O2}}}

### 脱炭酸
二フッ化キセノンはカルボン酸を対応するフルオロアルカンに変える。このとき酸化的な脱炭酸が起こる。
{\displaystyle {\ce {RCO2H\ + XeF2 -> RF\ + CO2\ + Xe\ + HF}}}